# Trip (Hans-Georg Noack)
Trip ist ein Jugendbuch von Hans-Georg Noack, das 1971 erschien. Der Schüler Michael Grote wird von Polizeimeister Herberger über den Schüler Thomas Dirks verhört. Entlang des Protokolls, das von diesem Verhör angefertigt wird, wird die Geschichte erzählt.

## Inhaltsangabe
Michael lernt in der Schule Thomas kennen, der aufgrund einer Sechs in Latein die Klasse wiederholen muss. Thomas erfreut sich gleich großer Beliebtheit, wird zum Klassensprecher gewählt und freundet sich mit Michael an. Die beiden besuchen häufig die Diskothek „Walfisch“. Dies ist auch der Ort, an dem sie zum ersten Mal rauchen und mit Mädchen tanzen und dort wird ihnen Haschisch angeboten. Als Thomas dann seinen ersten Joint raucht, findet er es zunächst nicht sehr berauschend. Die beiden werden deswegen von Klaus, einem Sportstudenten, eingeladen, um sie zu Haschisch zu verführen. Thomas versinkt in einem Drogensumpf, er geht zu diversen Haschpartys, hat kein Geld mehr und fängt aus diesem Grund sogar zu dealen an. Er bezieht seine Drogen von Norbert, einem Bekannten von Klaus. Thomas wird beim Dealen erwischt und entgeht nur aus dem Grunde einer Haftstrafe, weil seine Eltern ihn in eine Entzugsklinik schicken. Dort reißt er schon nach einigen Tagen aus und versteckt sich bei Norbert. Thomas beschließt mit den Drogen aufzuhören und distanziert sich von Norbert. Dieser lädt Thomas zu sich nach Hause ein und er trinkt mit ihm ein paar Gläser Wein. Dort erpresst Norbert Thomas und sagt, dass Birgit, eine Bekannte aus dem Walfisch, von ihm schwanger sei, damit Thomas wieder für ihn dealt. Thomas wird im Walfisch bei einer Razzia zum zweiten Mal beim Dealen erwischt. Michael erfährt, dass Birgit eigentlich gar nicht schwanger ist und versucht somit Norbert als Schuldigen zu entlarven.
Als Norbert eines Nachts tot aufgefunden wird, meint die Polizei anfangs, dass Thomas ihn umgebracht habe, doch später stellt sich heraus, dass er an einer Überdosis gestorben ist.

## Thematik
Der Roman thematisiert die Probleme Jugendlicher mit ihren Eltern und der Welt der Erwachsenen und darüber hinaus die Gefahren des Drogenkonsums. Er versucht eine Bewusstseinsbildung für den richtigen Umgang mit drogenabhängigen Menschen und zeigt auf, dass eine Sucht überwunden werden kann.